# Ор (Брестская область)
Ор (бел. Ор, полес. Ар, Гір) — хутор в Кобринском районе Брестской области Белоруссии. Входит в состав Дивинского сельсовета.
По данным на 1 января 2016 года население составило 5 человек в 2 домохозяйствах.

## География
Населённый пункт расположен в 28 км к юго-востоку от города Кобрин и в 74 км к востоку от Бреста.

## История
Населённый пункт известен с 1890 года, река Ор упоминается ещё в 1650 году . В разное время население составляло:
- 1999 год: 3 хозяйства, 6 человек;
- 2009 год: 3 человека;
- 2016 год[2]: 2 хозяйства, 5 человек;
- 2019 год[1]: 0 человек.